# Stolonifera
Ordre
Classification phylogénétique
- eumétazoaires
  - cnidaires
    - Anthozoaria
      - anthozoaires
        - octocoralliaires
        - hexacoralliaires
          - actinaires
          - madréporaires

Les Stolonifera forment un ordre de coraux octocoralliaires, de la classe des anthozoaires.

## Liste des familles
Selon World Register of Marine Species (25 septembre 2014) :
- famille Acrossotidae Bourne, 1914
- famille Arulidae McFadden & van Ofwegen, 2012
- famille Clavulariidae Hickson, 1894
- famille Coelogorgiidae Bourne, 1900
- famille Cornulariidae Dana, 1846
- famille Pseudogorgiidae Utinomi & Harada, 1973
- famille Tubiporidae Ehrenberg, 1828

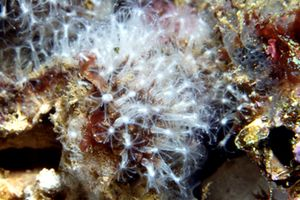
Cornularia cornucopiae
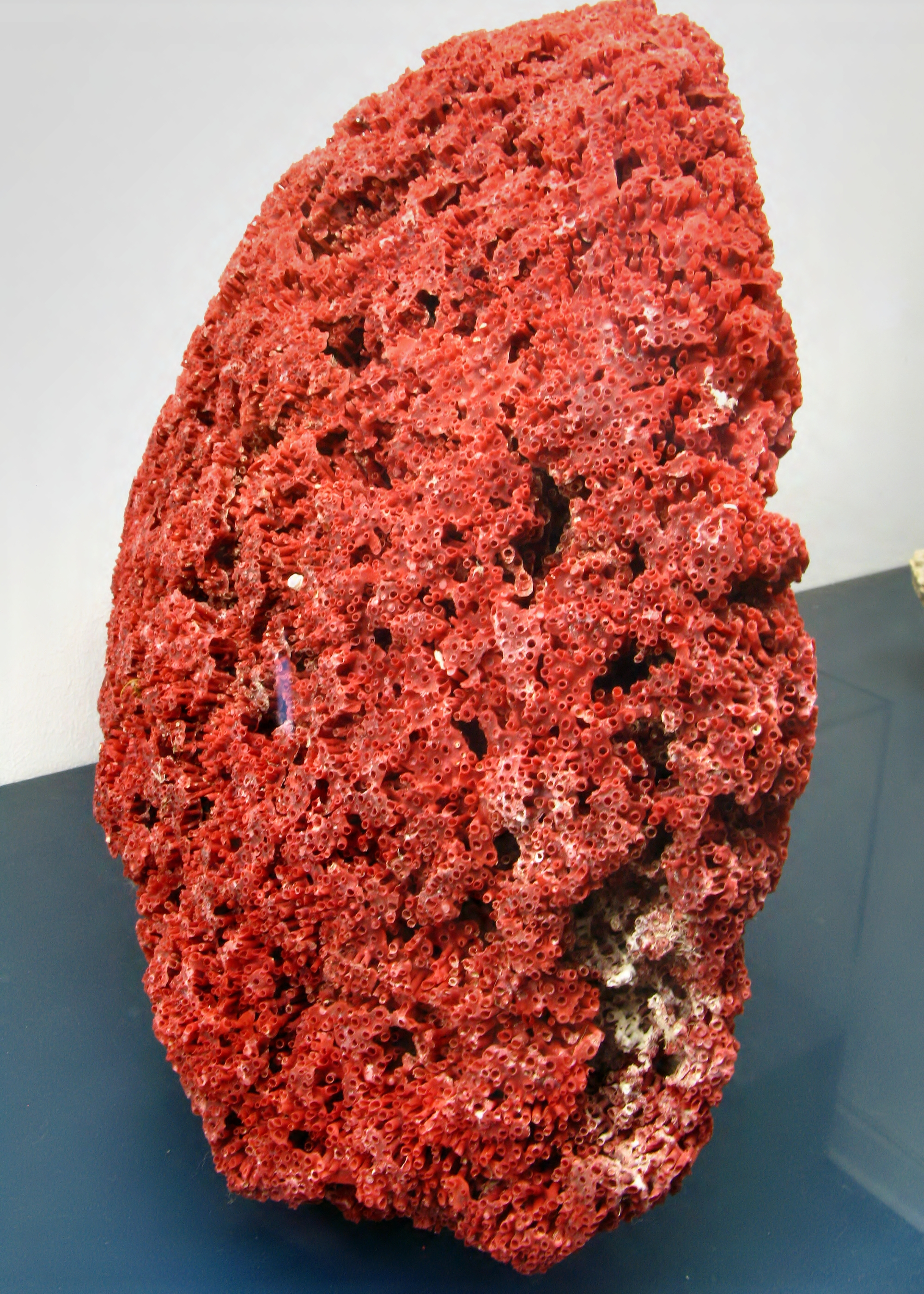
Tubipora musica